# زن جوان
زن جوان (به فرانسوی: Jeune Femme) فیلمی در ژانر درام به کارگردانی لئونور سرای است که در سال ۲۰۱۷ منتشر خواهد شد. این فیلم برای رقابت در بخش نوعی نگاه هفتادمین جشنواره فیلم کن انتخاب شده است.

## بازیگران
ژولیت بینوش